# Drexel Dragons

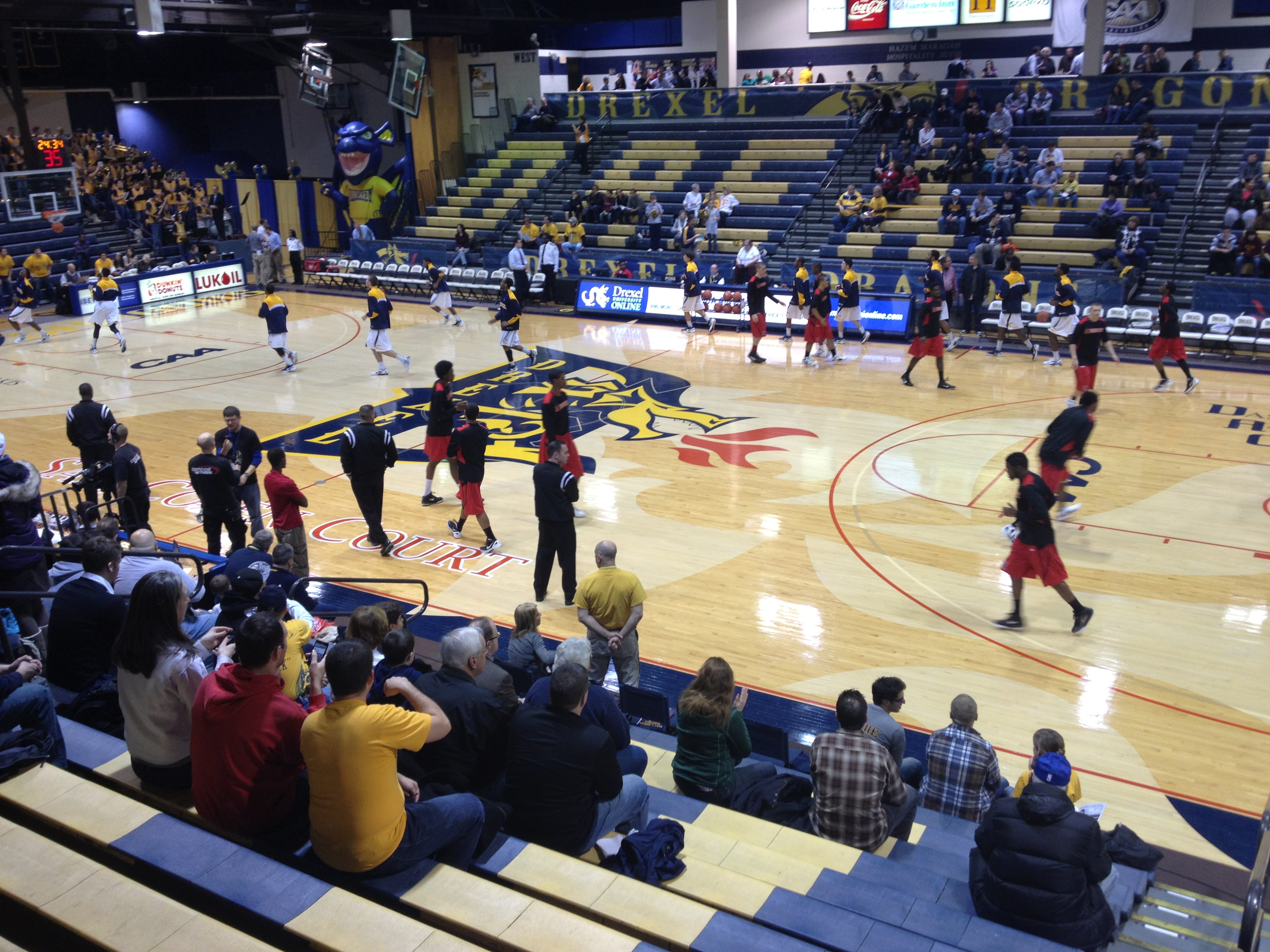
Daskalakis Athletic Center.

Los Drexel Dragons (español:Dragones de Drexel) son el equipo de la Universidad Drexel, situada en Filadelfia, Pensilvania. Pertenecen a la Colonial Athletic Association y a la Philadelphia Big 5, que agrupa a las universidades de esa ciudad.

## Equipos
Los Dragons tiene 18 equipos oficiales, 9 masculinos y 9 femeninos:
| - Masculino - Baloncesto - Lacrosse - Fútbol - Tenis - Lucha - Golf - Natación - Remo - Squash | - Femenino - Baloncesto - Lacrosse - Fútbol - Tenis - Hockey sobre hierba - Sóftbol - Natación - Remo - Squash |

## Títulos nacionales
Poseen 2 campeonatos nacionales
Masculino (1)
- Fútbol: 1 (1959)

Femenino (1)
- Baloncesto: 1 (2013)

Y varios no oficiales:
- Rifle femenino: 5 (1947, 1949, 1950, 1952 y 1954)
- Karate masculino: 11 (1988-2004)